# Casa Museo Remigio Crespo Toral

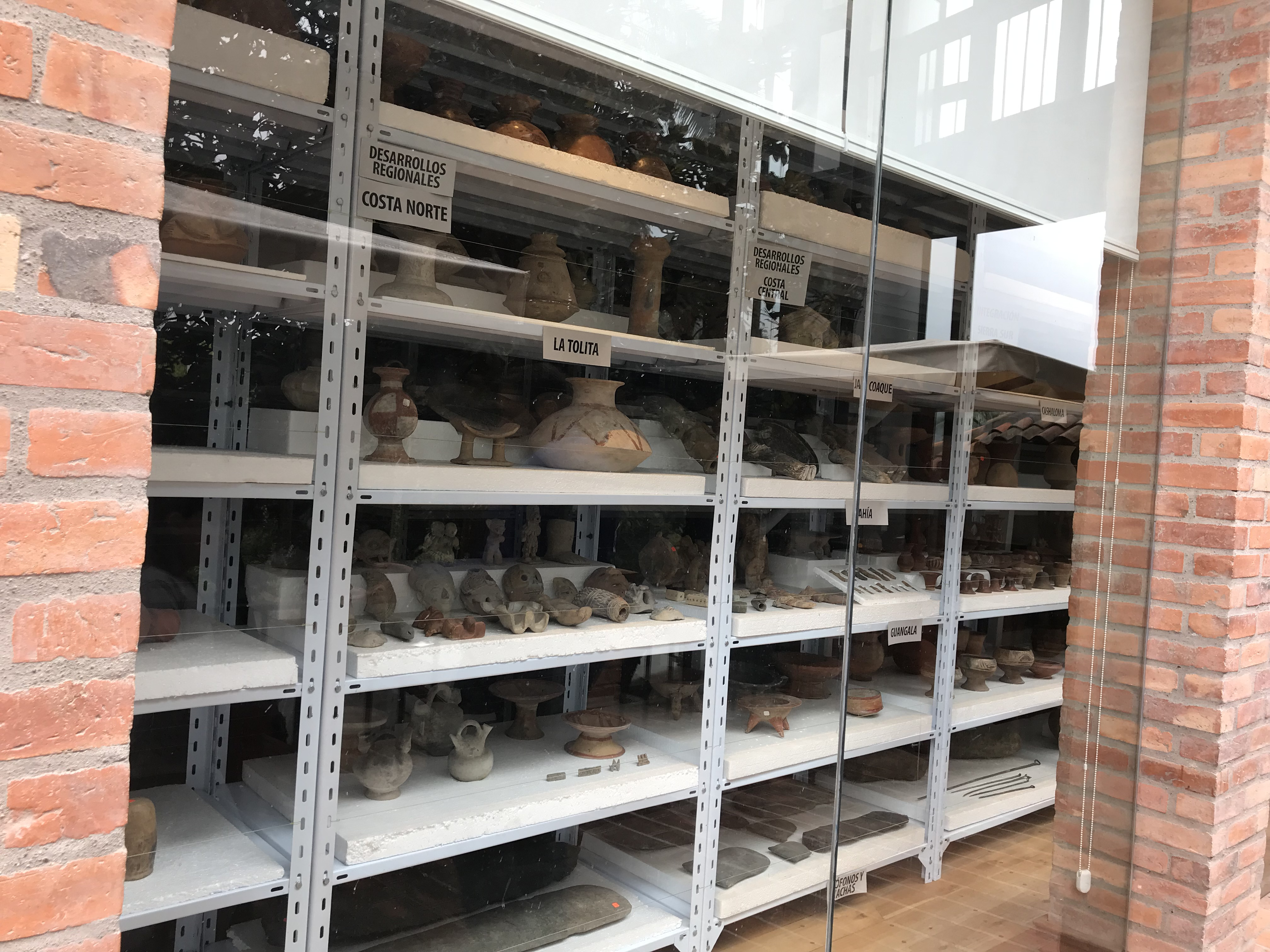
Parte de la colección de la Casa Museo Remigio Crespo Toral que se exhibe en la planta dos.

### Historia
En la ciudad de Cuenca, en la Calle Larga y Presidente Borrero se encuentra la Casa Museo Remigio Crespo Toral que incluye obras relacionadas con la fundación de la ciudad, obras de arte de autores tradicionales como Honorato Vázquez, fotografías de la familia Crespo Toral, permitiendo además la exhibición de arte nacional y local contemporánea.

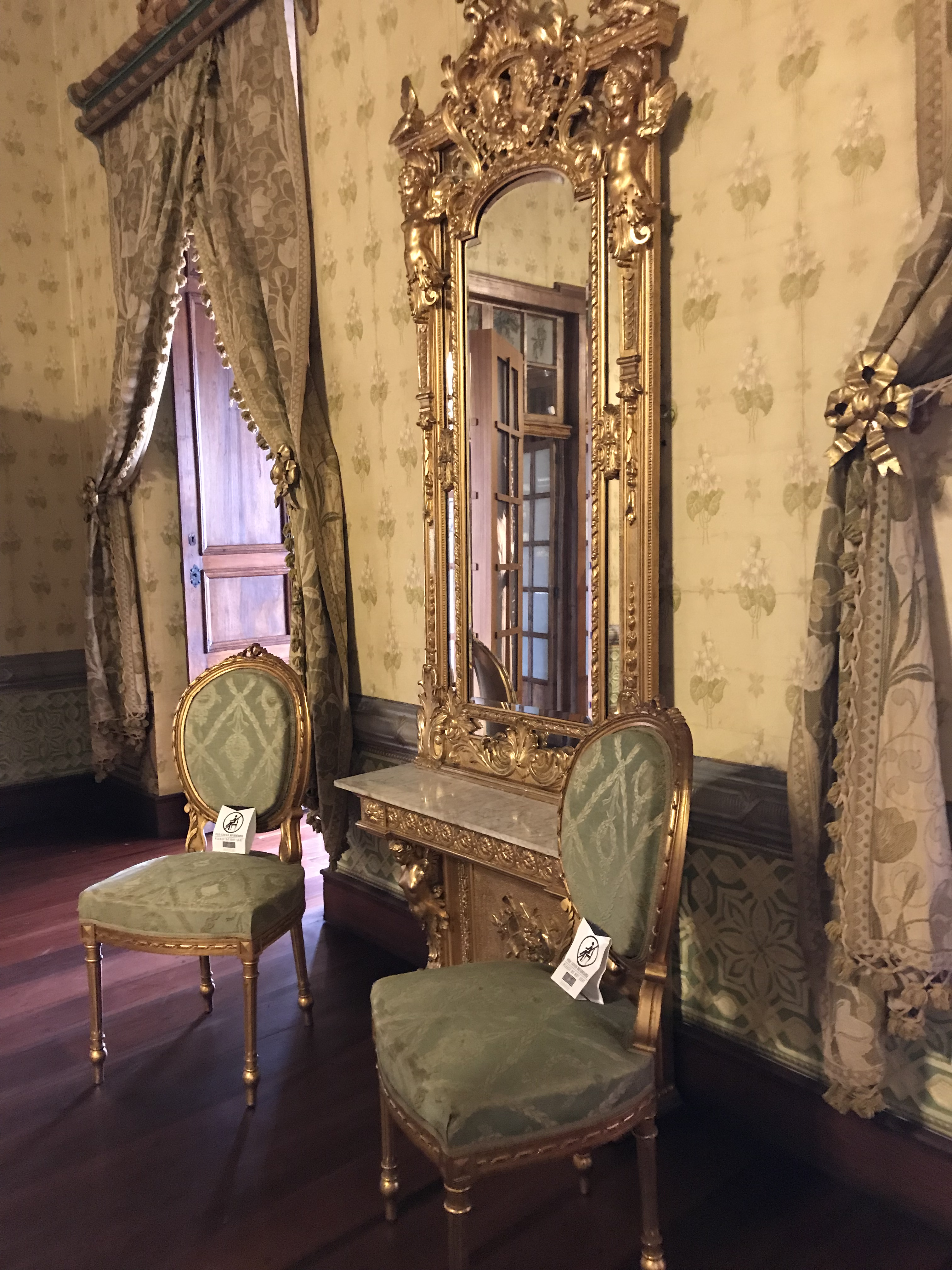
Salón tradicional

Las instalaciones de la Casa Museo se asientan en la casa patrimonial reconstruida por la Administración del Alcalde del cantón Cuenca, Marcelo Cabrera, misma que perteneció a la familia de Remigio Crespo. La casa tiene acceso también desde la calle Paseo 3 de Noviembre, desde donde se observa las orillas del Río Tomebamba y los tradicionales árboles de magnolia y nogal.
La Casa Museo tiene 4 plantas en las que se exhibe la obra de Honorato Vásquez quien fue un paisajista y poeta cuencano, reliquias de los viajes de Elia Liut quien fue el primer piloto en aterrizar en la ciudad y fotografías antiguas entre las que destaca la del centro histórico cuencano que poseía 15 cuadras a la redonda, en los años 40.

## Colecciones
Entre las colecciones del museo están piezas arqueológicos recolectadas en diversas zonas de la provincia del Azuay.

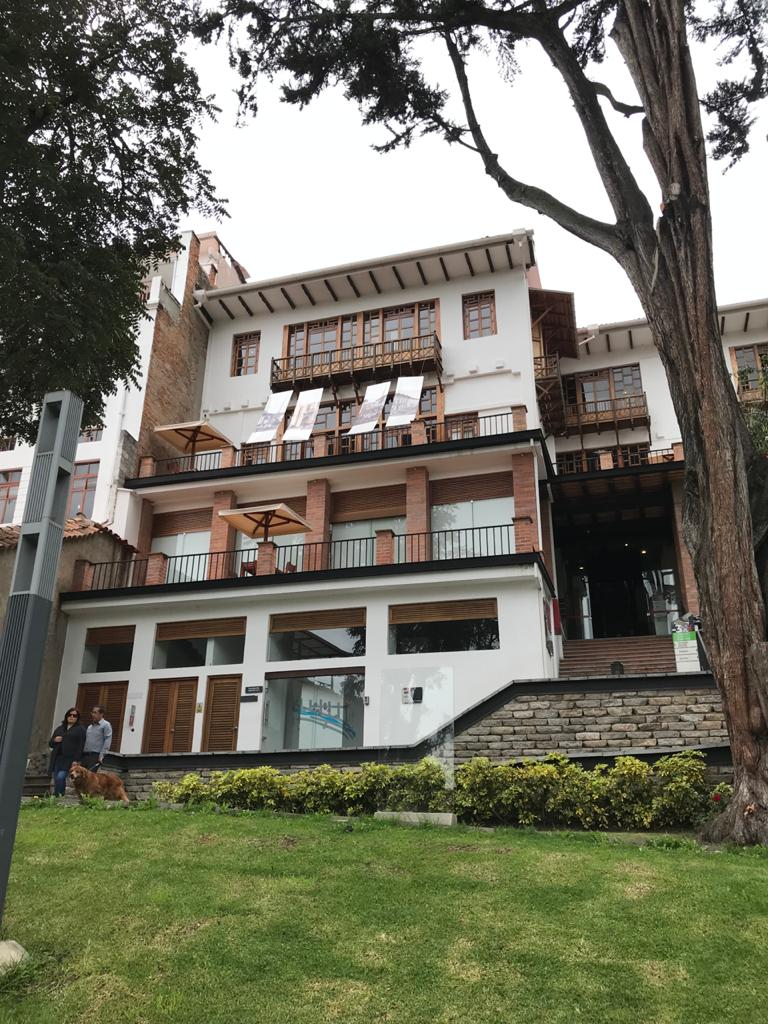
Vista posterior del museo, tomada desde la orilla del Río Tomebamba.

A abril de 2020 se reporta la existencia de aproximadamente 28 000 piezas entre las que destacan piezas de culturas ancestrales, regionales y retratos de los siglos XIX y XX.